# Dent de l'Ours
La dent de l'Ours est un sommet du massif de la Chartreuse situé sur le territoire de la commune de Saint-Pierre-d'Entremont en Isère. Culminant à 1 820 mètres, il surplombe les lieux-dits du Villard, des Reys et de Saint-Philibert.

## Panorama
Du côté est, en contrebas sont visibles les villages  de Saint-Pierre-d'Entremont en Isère et en Savoie. Plus loin la vue offre un panorama sur le Colleret (1 626 mètres) et sur le versant ouest des Lances de Malissard (2 045 mètres).
Au sud, la dent de l'Ours domine le col du Frêt et fait face au versant nord du Grand Som (2 026 mètres). Un peu plus au sud-est, les crêtes des Aures peuvent être observées (1 568 mètres).
Au sud-ouest le col de Bovinant (1 646 mètres) est visible, il est parcouru par un des chemins menant au pied de la dent de l'Ours. À l'ouest, les roches Rousses cachent en grande partie le Petit Som qui culmine à 1 772 mètres. Toujours à l'ouest, mais un peu plus au nord, sont visibles les rochers des Éparres et la forêt éponyme.

## Écosystème
La dent de l'Ours se trouve au sein de la ZNIEFF de type 1 du massif du Grand Som, forêt de la Grande Chartreuse. Cette vaste zone de 1 324,17 hectares est riche d'une grande diversité d'écosystèmes. Il est ainsi possible de se promener au milieu d'une grande hêtraie-sapinière qui comprend de nombreux vieux arbres. À l'inverse la zone se compose aussi de grands espaces de pelouse subalpine ou encore de nombreux milieux rocheux avec des éboulis. Ces divers milieux abritent une flore riche ou il est notamment possible d'observer des Sabots de Vénus ou encore la Potentille à tiges courtes.
Au niveau de la faune, trois espèces de chauve-souris sont présentes sur la zone, l'oreillard roux, la barbastelle commune et la sérotine de Nilsson. De plus les alentours de la dent de l'Ours sont un lieu de reproduction du chamois et du cerf élaphe. Parmi l'avifaune figurent l'aigle royal et le tétras lyre.
Au niveau hydrologique plusieurs petits ruisseaux naissent sur les flancs de la dent de l'Ours et se rejoignent ensuite pour donner le Nant. Celui-ci se jette ensuite dans le ruisseau de l'Herbetant qui finira sa course à Saint-Pierre-d'Entremont dans le Guiers.

## Randonnée
L'accès à la cime est assez difficile. Les principaux sentiers mènent au pied de la dent de l'Ours, au niveau du col du Frêt. Mais pour le randonneur voulant accéder au sommet il est nécessaire d'être équipé de bonnes chaussures afin de pouvoir continuer dans une pente mi-rocheuse/mi-herbeuse très raide. Les derniers mètres séparant de la cime se passent en varappe.